# Planalto (Bahia)
Planalto é um município brasileiro do interior do estado da Bahia. Integra o Território de Identidade Sudoeste Baiano proposto pela Superintendência de Estudos Econômicos e Sociais da Bahia.

## História
A história do município de Planalto tem origem tanto no arraial de Peri-Peri, quanto em um núcleo populacional quilombola chamado de Quilombo Cinzento, núcleo formado entre 1810 a 1869 por escravos que haviam fugido da região da Comarca de Rio de Contas, mais especificadamente do antigo Arraial dos Crioulos, situado no atual município de Livramento de Nossa Senhora, sendo que o sobrenome Pereira Nunes, predominante entre os atuais moradores de Cinzento, seria o mesmo de um antigo proprietário de escravos e de terras situado em Rio de Contas.
Planalto emancipou-se politicamente pela lei estadual nº 1658 de 5 de abril de 1962, com território desmembrado de Poções.

## Formação Administrativa
Em 1 de julho de 1955 o distrito de Periperi de Poções figura no município de Poções, em divisão territorial. Em 1962, os distritos de Peri-Peri e Lucaia foram desmembrados do município de Poções, conforme a Lei nº 1.658 de 5 de abril de 1962, sendo então criado o novo município de Planalto, com sede na vila de Peri-Peri, sendo elevado à categoria de cidade. Em divisão territorial datada de 31 de dezembro de 1963, o município é constituído de 6 distritos: Planalto, Queimadas, Geribá, Parafuso, Lucaia e Inácio. Assim permanecendo até a data atual.

## Geografia

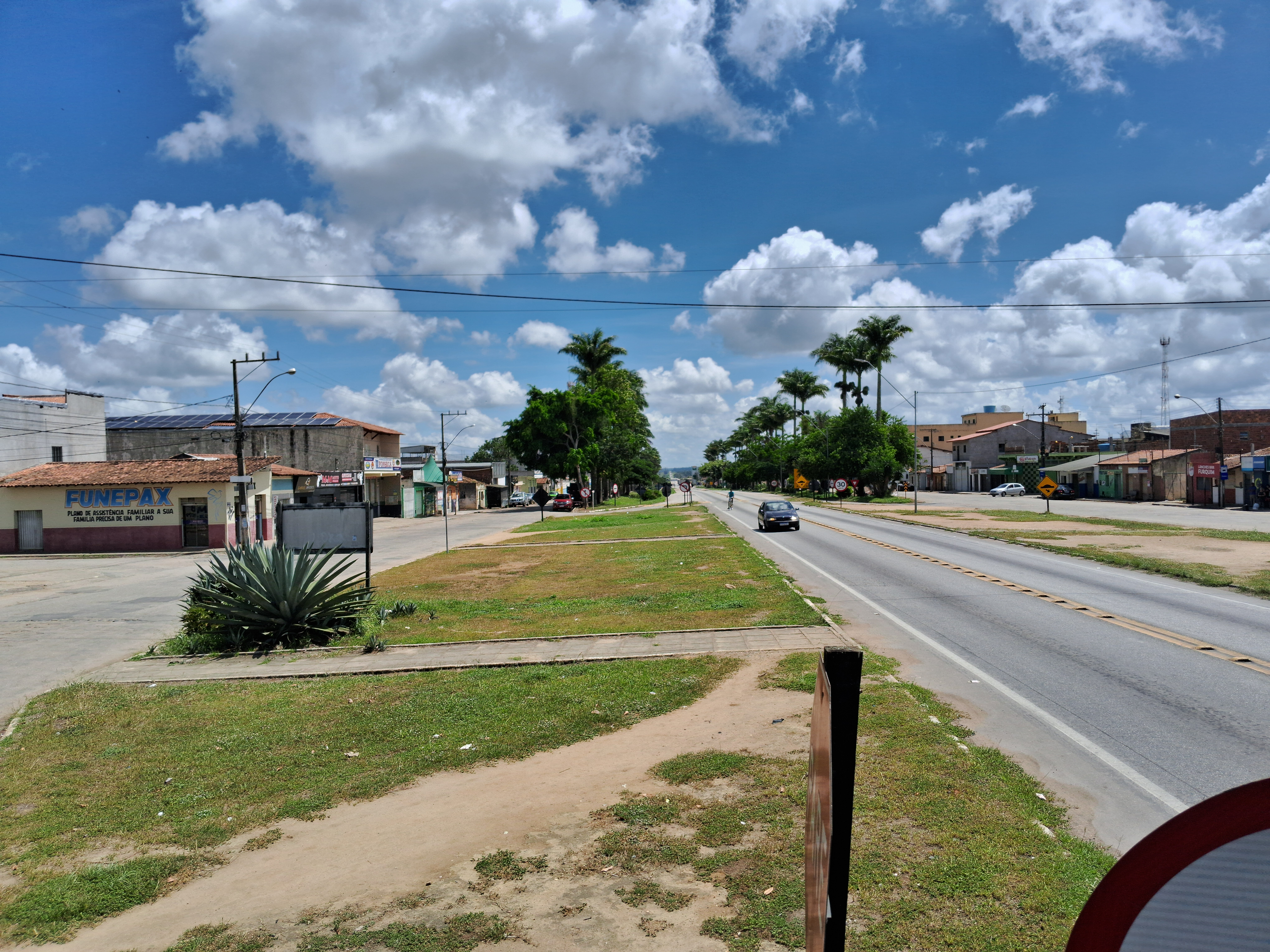
À esquerda, Avenida John Kennedy. À direita, rodovia BR-116

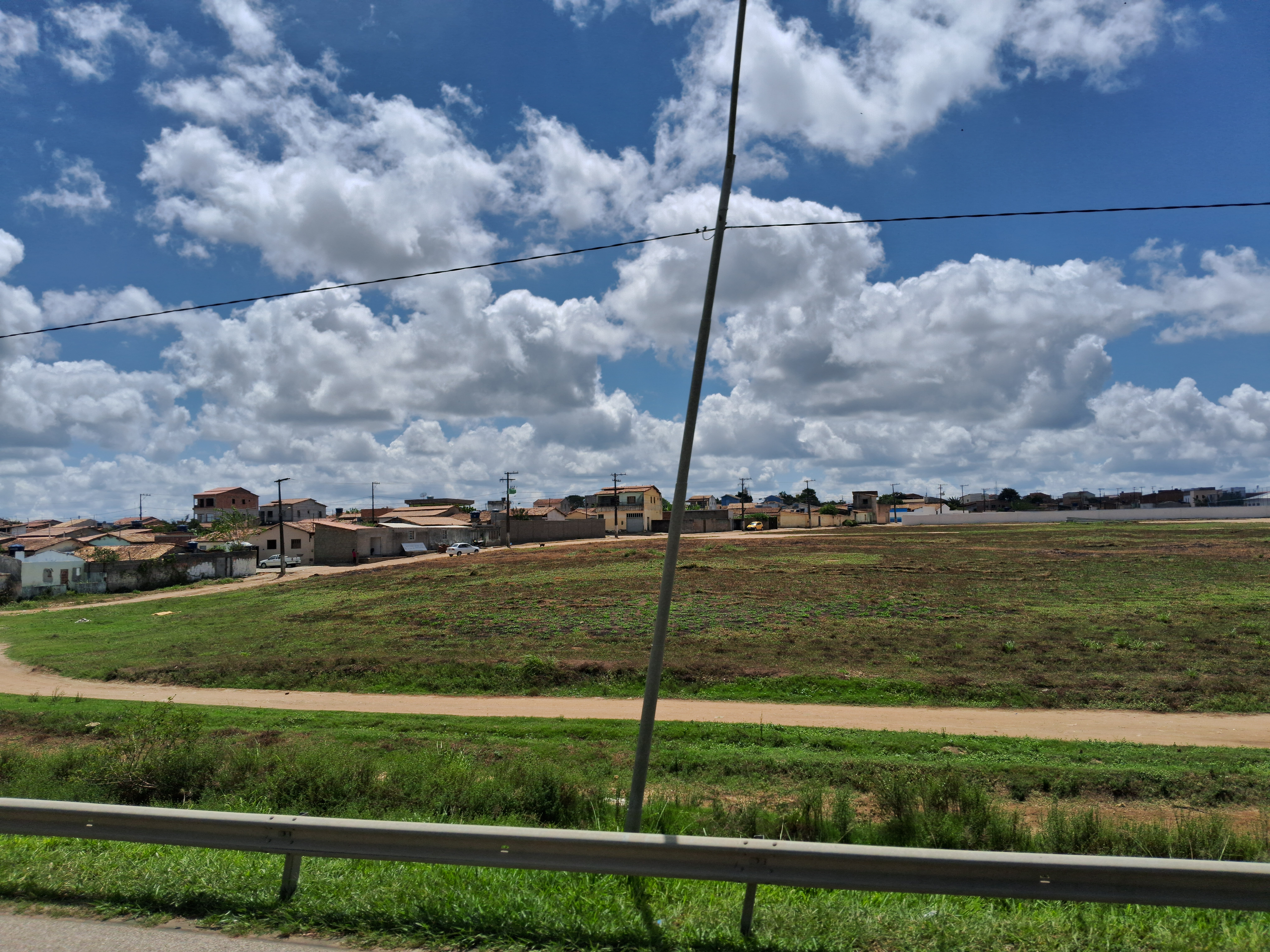
Vista parcial de Planalto

O município de Planalto está localizado na microrregião Sudoeste, no estado da Bahia. A população do município, de acordo com o Instituto Brasileiro de Geografia e Estatística – IBGE – é de 24.481 habitantes em 2010, com uma área de 961,689 km², altitude média de 946 m, situado nas coordenadas geográficas de 14°41’15’’ de latitude Sul e 40°26’15’’ de longitude Oeste. Planalto limita-se com os municípios de Poções, Caatiba, Nova Canaã, Barra do Choça, Anagé e Vitória da Conquista.
Localizado no Planalto da Conquista, o município apresenta o clima Tropical de Altitude, por causa da elevação dos terrenos, com média de 946 m de altitude e mais de 1.300 m nos pontos mais altos do município. Por isso, registra-se temperaturas inferiores a 10 °C em alguns dias do ano. A pluviosidade média anual gira em torno de 750 mm, com estação seca de maio a setembro. O município possui dois ecossistemas bem distintos, separados pela BR 116, com características diferenciadas de solo, clima, recursos hídricos e vegetação: a Região da Mata e a Região da Caatinga. Possui verões com noites frescas e dias úmidos e invernos com dias secos e relativamente frios, e o outono e a primavera como estações de transição entre o inverno e o verão e vice-versa.
A Região da Mata apresenta grande índice pluviométrico, árvores de porte alto, fauna bastante variada. A grande umidade possibilita uma rica flora de musgos e samambaias e algumas árvores chegam a 40 metros de altura. Na Região da Mata, o relevo é plano e suavemente ondulado, com solos do tipo latossolo vermelho amarelo distrófico, que se caracterizam como profundos e de textura argilosa, tendo boas condições para o desenvolvimento de lavouras, principalmente a do café, quando corrigida a baixa fertilidade, através da adubação, correção de acidez e irrigação.
A Região da Caatinga apresenta relevo ondulado, com solos do tipo podzólico vermelho amarelo eutrófico, normalmente profundos e de textura argilosa. A agricultura desenvolvida nesta região é, basicamente, de subsistência e a sua grande limitação é a baixa precipitação pluviométrica. A paisagem mais comum da Caatinga é a que ela apresenta durante a seca. Apesar do aspecto seco das plantas, todas estão vivas; apenas perderam as folhas para suportar a falta de água. Mesmo durante a seca, a vida animal também é rica e diversificada. Contudo, é após as chuvas que a diversidade animal e vegetal das caatingas se torna evidente. As plantas florescem e os animais se reproduzem, deixando descendentes que já possuem adaptações para suportar o longo período de seca seguinte.
O sistema hidrográfico da região onde está localizado o município de Planalto pertence aos rios Pardo e de Contas, encontrando-se o município cortado por rios temporários – Cachoeira do Peixe, Cajuzinho, São José, São Bento – com regime torrencial no período das chuvas. Outros rios também cortam o município como o Gaviãozinho, São Bento, Rio das Piabas e Águas Vermelhas, este último aproveitado para abastecimento da cidade.